# Langbroek
Langbroek est un village situé dans la commune néerlandaise de Wijk bij Duurstede, dans la province d'Utrecht. Le 31 décembre 2008, le village comptait 2 110 habitants.

## Histoire
Langbroek a été une commune indépendante jusqu'au 1er janvier 1996, date de son rattachement à Wijk bij Duurstede.

## Personnalités
- Hendrik Arent Hamaker (1789-1835), orientaliste, y est décédé.